# Szina Kinga
Szina Kinga (Veszprém, 1975. december 21. –) magyar színésznő. 

## Életpályája
Édesanyja orosz származású. Három évig a Nemzeti Színiakadémián tanult színészetet. Később a Nyugat-Magyarországi Egyetem Apáczai Csere János Karán művelődésszervező diplomát szerzett, majd elvégezte a Pannon Egyetem színháztudományi szakát is. 1998–2000 között a Nemzeti Színház mellett játszott a Kolibri Színházban és az RS9 Színházban. 2000-től a Győri Nemzeti Színház tagja. 2016–2019 között a Színház- és Filmművészeti Egyetem drámainstruktor szakos hallgatója volt.

## Fontosabb színház szerepei
- Georges Feydeau: A hülyéje ...Madame Pontagnac

- Shakespeare: Szentivánéji álom ...Mesterember
- Kormos István - Vas Judit Gigi: A pincérfrakk utcai cicák ...IV. Lajos, vizsla
- Csiky Gergely: Buborékok ...Szerafin, Rábay neje
- Ray Cooney: Pénz az égből ...Jean Perkins
- August Strindberg: Az erősebb
- Tamási Áronː Énekes madár - Gondos Regina, vénleány
- Moliéreː A képzelt beteg - Béline, Argan második felesége
- Marc Norman - Tom Stoppard - Lee Hall: Szerelmes Shakespeare - Dajka
- Yasmina Reza: Az öldöklés istene - Anette Reille
- Craig Warner: Idegenek a vonaton - Anne Faulkner
- Carlo Goldoni: Chioggiai csetepaté - Pasqua
- Szabó Magda: Régimódi történet - Jablonczay Gizella
- John Steinbeck: Egerek és emberek - Curley felesége
- Anton Pavlovics Csehov: Sirály - Arkagyina, színésznő
- Agatha Christie: A vád tanúja - Romaine
- Szabó Magda: Abigél - Zsuzsanna testvér
- Shakespeare: Makrancos Kata - Katalin a "makrancos", Baptista nagyobbik lánya
- Egressy Zoltán: Édes életek - Jázmin
- Tracy Letts: Augusztus Oklahomában - Barbara Fordham
- Osztrovszkij: Farkasok és bárányok - Glafira Alexejevna
- Ilf-Petrov: Tizenkét szék - Gricacujeva, csinos özvegy
- Tolsztoj: Anna Karenina - Anna Karenina
- Gogol: A revizor - Anna Andrejevna, a polgármester felesége
- Egressy Zoltán: Június - Villő Rea
- Shakespeare: A windsori víg nők - Fordné
- Móricz Zsigmond: Úri muri - Rhédey Eszter
- Arthur Miller: Salemi boszorkányok - Elizabeth Proctor, John felesége
- Tasnádi István: Finito - Blondinné
- Victor Hugo: A nevető ember - Dea
- Bródy: A tanítónő - Kató, kántorkisasszony
- Neil Simon: Pletyka - Chris Gorman
- Szomory: Györgyike drága gyermek - Anna
- Shakespeare: Hamlet - Ophélia
- Bulgakov: Molière - Armand Bejart
- Egressy: Kék, kék, kék - Cacala
- Albee: Nem félünk a farkastól - Honey
- Frayn: Ugyanaz hátulról - Poppy
- Szép: Lila akác - Hédi
- Shakespeare: Szentivánéji álom - Hermia
- Zola-Nagy: Nana - Satin
- Austen: Büszkeség és balítélet - Elizabeth
- Molnár: Az üvegcipő - Viola
- Egressy: Portugál - Asszony
- Shakespeare: Lear király - Regan
- Tremblay: Sógornők - Linda
- Szakonyi: Adáshiba - Saci
- Stein-Bock: Hegedűs a háztetőn - Chava
- Csehov: Ványa bácsi - Jelena Andrejevna
- Bereményi: Az arany ára - Marika
- Paszternák: Doktor Zsivágó - Lara
- Goldmann: Az oroszlán télen - Anna
- Dosztojevszkij: Egy nevetséges ember álma - Lisa
- Maeterlinck-Zalán: A kék madár - Fény
- Réz: Az ördög éve - Szilvia
- Kästner: A két Lotti - Ulrike kisasszony
- Bródi: Tanítónő - Hray Ida
- Green-Tebelák: Godspell
- Schiller: Ármány és szerelem - Sophie

## Filmes és televíziós szerepei
- Szamba (1996) ...Műkedvelő színjátszó
- 200 első randi (2019) ...Enikő

## Díjai, elismerései
- Kisfaludy-díj (2007)
- Taps-díj (2012)
- Győr Művészetéért-díj (2015)
- Szent István-díj (2018)
- Városmajori Színházi Szemle - Legjobb női alakítás díja (2018)
- Vidéki Színházak Fesztiválja - Legjobb női alakítás díja (2018)